# Purgatorio ad Arco
Crkva Purgatorio ad Arco ili Santa Maria delle Anime del Purgatorio ad Arco vjersko je zdanje u središnjem Napulju u Italiji, smješteno na Via dei Tribunali. Crkva je dva bloka zapadno od crkve Santa Maria Maggiore della Pietrasanta na Via dei Tribunali.

## Povijest
Bila je priključena istoimenoj kongregaciji, osnovanoj za molitvu za duše u čistilištu. Crkvu je projektirao Giovan Cola Di Franco, a posvećena je 1638. Apsida je bogato ukrašena višebojnim mramorom i štukaturom, a ima osebujan detalj krilatih lubanja, Dionisia Lazzarija, na pilastrima bočno od glavnog oltara. Crkva ima oltarnu palu Massima Stanzionea (Djevica pomaže dušama u Čistilištu, 1638., glavna oltarna pala), Andrea Vaccara (Prijelaz sv. Josipa , 1650.-51., treća kapela desno) i Luce Giordana (Smrt i ekstaza sv. Alessija, 1661, treća kapela lijevo).
Lijevo od oltara nalazi se pogrebni spomenik Giulija Mastrilla, autora Andree Vaccara. Iznad glavnog oltara u kupoli nalazi se platno Giacoma Farellija: Sveta Ana prinosi dijete Djevici Sant'Anna Bogu Ocu (1670.) kao i Pobjeda svetog Mihaela (165?) Girolama De Magistra.

## Vanjske poveznice
|  | Zajednički poslužitelj ima još gradiva o temi Purgatorio ad Arco |